# Бахчекапылы, Айшенур
Айшенур Бахчекапылы (род. 26 ноября 1954) — турецкий политик.

## Биография
Родилась 26 ноября 1954 года в Мачке. Окончила юридический факультет Стамбульского университета. Работала адвокатом. Входила в состав правления турецкой адвокатской палаты и Стамбульской адвокатской палаты, также являлась генеральным секретарём последней.
Была членом социал-демократической народной партии. Позднее перешла в партию справедливости и развития. В 2007 году была избрана членом Великого национального собрания. Трижды переизбиралась.
Со 2 июля 2013 года по 23 июля 2015 года являлась заместителем спикера Великого национального собрания. 24 ноября 2015 года была повторно назначена на эту должность.